# Core web vitals
Los Core Web Vitals (CWV) de Google son tres métricas que miden la experiencia del usuario en los sitios web. Los Core Web Vitals se relacionan con la velocidad de carga, la capacidad de respuesta y la estabilidad visual de una página para los usuarios. Estos CWV se incluyeron como un factor de posicionamiento en el algoritmo de Google en mayo de 2021.

## Las métricas
Estas tres métricas son:
1. Largest Contentful Paint (LCP)
2. First Input Delay (FID)
3. Cumulative Layout Shift (CLS)

Cada una de las tres métricas se califica en la siguiente escala: malo – (necesita mejorar) – bueno. Hay varios factores que influyen en estas puntuaciones.

### Largest Contentful Paint (LCP)
Es una métrica que mide el rendimiento del tiempo de carga, y se refiere al tiempo para el despliegue del contenido más extenso. Para obtener una buena experiencia de usuario, LCP debe ser menor a 2,5 segundos desde el momento en que se inicia la carga la página

### First Input Delay (FID)
Es una métrica que mide la capacidad de respuesta de la carga, el tiempo de demora. Para proporcionar una buena experiencia de usuario, una página debe tener un FID de 100 milisegundos o menos.

### Cumulative Layout Shift (CLS)
Es una métrica que mide la estabilidad visual, el cambio acumulativo en el diseño. Para proporcionar una buena experiencia de usuario, una página debe tener un CLS de 0,1 o menos.

## Herramientas
Existen herramientas para medir los Core Web Vitals:
- El reporte de experiencia de usuario de Google Chrome
- PageSpeed Insights
- El reporte de Core Web Vitals de Google Search Console